# Almenara de Tormes
Almenara de Tormes è un comune spagnolo di 238 abitanti situato nella comunità autonoma di Castiglia e León.